# Reje Payung
Reje Payung is een bestuurslaag in het regentschap Aceh Tengah van de provincie Atjeh, Indonesië. Reje Payung telt 229 inwoners (volkstelling 2010).